# Armand Gatti
Armand Gatti, all'anagrafe Sauveur Dante Gatti (Monaco, 26 gennaio 1924 – Saint-Mandé, 6 aprile 2017), è stato un drammaturgo, scenografo e regista francese.
Passò la sua infanzia nella baraccopoli di Tonkin con suo padre, Augusto Reiner Gatti, spazzino, e sua madre, Letizia Lusona, collaboratrice domestica. Seguì i suoi studi al seminario Saint-Paul a Cannes.

## Biografia
Armand Gatti è nato nel 1924 a Monaco. Figlio di un immigrato italiano, egli inizialmente frequentò il seminario Saint-Paul a Cannes, in cui le spese per gli studi erano piuttosto basse. Le letture di Arthur Rimbaud e il suo carattere ribelle fin dalla giovane età gli costarono l'espulsione dal collegio.
Nel 1942, si arruolò nella maquis della Berbeyrolle in Corrèze come "resistente". Fu lì, fra gli alberi, che egli cominciò a scrivere. Egli recitò versi inventati e riempì la sua valigia di libri giammai abbandonati. Si fece arrestare nel 1943 dal Groupe mobile de réserve e venne condannato a morte, ma fu graziato a causa della sua giovane età. Venne così inviato nei campi di lavoro di Lindemann ad Amburgo. Riuscì a resistere grazie alla lettura: Antonio Gramsci, Henri Michaux, Gérard de Nerval, Louÿs così come i poemi scritti da lui. Sempre nel 1943 evase dal campo e ritorna a piedi fino in Francia. Scoprì in seguito che aveva fatto lo stesso cammino di Friedrich Hölderlin nel 1802.
Una volta ritornato in Francia, egli raggiunge Londra e lì si arruola nel Special Air Service, dove riceverà la medaglia la valore come paracadutista.
A partire dal 1946, diventò giornalista successivamente per Parisien Libéré, Paris-Match, France Observateur, l'Express e anche per Libération, ricevendo nel 1954 il Prix Albert Londres.
Ma come egli stesso dirà il lavoro di giornalista è soprattutto un mezzo per guadagnarsi da vivere. In realtà egli utilizzò questa etichetta per viaggiare e per continuare la sua avventura politica, poetica e rivoluzionaria attraverso il mondo. Egli partì per la Cina, in Corea, in Siberia, in Algeria ma anche in America del sud: Cuba, la Patagonia et soprattutto il Guatemala, dove il suo giornale Le Parisien aveva deciso di inviarlo. Lì egli partecipò alla guérilla, e incontrò con un giovane Maya, Felipe, che ebbe una grande influenza sui suoi lavori riguardo alla lingua e al linguaggio.
Nel corso dei suoi numerosi viaggi incontrò le persone che marcheranno profondamente la sua vita e le sue opere: Fidel Castro, Ernesto Guevara,  Mao Tse-Tung, ma anche Henri Michaux, Kateb Yacine, Jean Vilar, Erwin Piscator.
Egli abbandonò il suo mestiere di giornalista nel 1959, per consacrarsi al teatro. Egli moltiplicò le sue etichette: autore, scenografo, drammaturgo, cineasta, ecc. I suoi lavori teatrali proseguirono a Montreuil dove egli s'installò e incominciò a lavorare con loulous, dei giovani emarginati (usciti di prigione, delinquenti, drogati…) che tentavano di reinserirsi nella società.
L'avventura di Gatti proseguì sia in teatro che al cinema. Nel 2011, egli rispose al giornale Le Monde che lui non era stato deportato all'interno del campo di Neuengamme, ma in un campo di lavoro forzato vicino, il cantiere navale di Lindermann.

## Opere

### Teatro rivoluzionario
L'opera di Gatti è indissociabile dalla sua vita. Durante i dieci anni in cui fu giornalista e visitò regioni in cui erano in corso conflitti armati, egli poté costruire ciò che in seguito fu la materia delle sue opere teatrali. Abbandonò il giornalismo solo dopo l'incontro con Felipe, l'Indiano guatémalteco di 18 anni, che gli disse 
 "Voi, i gringo, gli yankees, le vostre parole raccontano, ma non dico mai niente. Le vostre parole, voi le gettate ma non le fate mai esistere" . Qualche giorno dopo, Felipe si fa fucilare freddamente mentre Armand Gatti riesce a scappare e sa che ormai il giornalismo per lui è finito. La domanda che si pone è quindi 

Il suo teatro si allontana dalle usuali forme del teatro occidentale: i personaggi della drammaturgia classica lasciano il posto a dei personaggi il cui ruolo è di presentare il testo rivoluzionario, lo spazio, gli spettatori, le voci, tutto viene messo in gioco. Il teatro per lui è prima di tutto una necessità di espressione ed è fatto per 

Egli non fa teatro come oggetto di rappresentazione perché egli rigetta violentemente l'idea dello spettatore-consumatore, il risultato non è quindi tanto importante. L'essenziale per lui è il lavoro su stessi, il Work in Progress che si ha mediante lo studio di sé stessi, del corpo, della musica e soprattutto del pensiero e della mente; 

La pratica politica di Gatti nella creazione teatrale è di unire una comunità, quella dei loulous, 
 "per mobilitare le energie verso un obiettivo comune", 
 "È dunque un invito alla conoscenza, all'apprendimento di un linguaggio che [...] permette a ciascuno di diventare maestro di se stesso"
Armand Gatti bada più al linguaggio che alle parole stesse, è il loro senso che egli indaga, poiché è la lingua che permette all'uomo di elevarsi e di ribellarsi. Per lui la poesia e la rivoluzione sono complementari, la lingua è lo strumento, ed attraverso questo strumento che egli sceglie di combattere a fianco degli oppressi. Le sue parole sono quelle della presa di coscienza contro quelle della presa di potere.

### Esperimenti di creazioni e di scrittura
A partire dall'anno 1970/1980, Gatti comincia i suoi esperimenti di creazione e di scrittura teatrale. Essi fanno interamente parte del lavoro che egli elabora con i "loulous" delle città della Francia che egli attraversa. Fra il 1976 e 1977, Gatti et la sua compagna Hélène Châtelain orientano i loro esperimenti verso Vladimir Boukovski, internato all'ospedale psichiatrico in Unione sovietica, alla MJEP (Maison des Jeunes et de l'Éducation Permanente) di Saint Nazaire. L'opera si chiamerà Le canard sauvage. In seguito si susseguiranno: nel 1993 a Marsiglia, loro lavorano su Le Chant d'amour des alphabets d'Auschwitz, diventato poi Adam Quoi?, nel 1994-1995, Kepler le langage nécessaire e Nous avons l'art, afin de ne pas mourir de la vérité. F. Nietzsche a Strasburgo, a Sarcelles nel 1996-1997 lavorano su L'Inconnu n°5 du fossé des fusillés du pentagone d'Arras e su Premier voyage en langue Maya a Montreuil nel 1998.
In queste esperienze con i "loulous", lui vuole ritrovare « les mots et le langage qui permettent d'affronter le monde » (le parole e il linguaggio che permettono di affrontare il mondo).

## La Traversée des langageseLa Parole errante

### La Traversée des langages
La Traversée des langages è una parte importante dell'opera di Gatti. Si tratta di un ciclo di scrittura iniziato nel 1995 riguardante la Fisica quantistica. Durante questo lavoro egli scrisse un pezzo su Évariste Galois, matematico e resistente repubblicano, e uno su Jean Cavaillès, che in seguito saranno presentati al Théâtre Jean Vilar a Montpellier dagli abitanti della città. La sua attrazione per la Fisica quantistica risveglio la sua volontà di rimettere in discussione le rappresentazioni presentate.

### La Parole errante
La Parole errante è prima di tutto un Centro internazionale di creazione, creato a Montreuil nel 1986 ed è sotto la direzione di Armand Gatti e del suo gruppo di lavoro: Hélène Châtelain, suo figlio Stéphane Gatti e Jean-Jacques Hocquard. Questo luogo è nato dalle molteplici creazioni di strutture negli anni 70, che avevano tutte lo stesso scopo: 
 Inizialmente fu creato l'Institut de Recherche sur les Mass Médias et les Arts de Diffusions (IRMMAD) nel 1973, poi "Les Voyelles" nel 1975, per produrre insieme con l'INA (Institut National de l'Audiovisuel) il reportage Le lion, sa cage et ses ailes. Nel 1982, il gruppo si installa a Tolosa dove viene Gatti apre l'atelier di creazione popolare: l'"Archéoptéryx". La Parole errante erediterà questi diversi tentativi ed esperienze e recupererà l'insieme del materiale dell'atelier di Tolosa.

In parallelo, il ministro della Cultura darà loro una missione: 
 (Creare un luogo dove è possibile confrontare la scrittura degli autori di lingua francese con differenti gruppi). È così che nasce la "Maison de l'Arbre" nel 1998, nell'antico deposito del cineasta Georges Méliès.
La Parole errante è anche il titolo di un'opera di Armand Gatti, che egli scrive e riscrive per una ventina di anni.

## Critica e recensioni
Gatti inizia a scrivere opere teatrali alla fine degli anni cinquanta e grazie a Jean Vilar venne conosciuto nel grande pubblico. In effetti fu quest'ultimo che decise di presentare Le Crapaud-Buffle nel 1959 al TNP. Il teatro di Gatti è in totale contrapposizione con il teatro borghese, esso non è scritto per gli spettatori e soprattutto rifiuta l'aspetto consumistico da parte dello spettatore.
La messa in scena di Crapaud-Buffle fu uno scandalo. I critici si scagliarono violentemente sia verso Vilar che Gatti.
Egli incontrerà non poche difficoltà a causa delle costrizioni istituzionali. Come proporre un teatro anarchico, anti-instituzionale, ma che allo stesso tempo ha bisogno di aiuti finanziari? Ci sono diversi amici che l'aiutano a presentare le sue opere. La difficoltà più grande è quella con la quale si confronta nel 1968 quando dovrà affrontare la censura. Solo Malraux, allora ministro della Cultura, lo sostiene all'interno del governo. La censura toccherà a diversi tuoi pezzi, tra i quali La Passion du Général Franco, poiché il ministro degli affari esteri dell'epoco, Michel Debré, voleva mantenere buone relazioni con la Spagna. L'opera teatrale sarà comunque messa in scena, in Germania, e anche in Francia dopo numerosi rifiuti.

## Principali opere di Armand Gatti

### Opere teatrali
- 1958: Le Poisson Noir (mise en scène en 1964)
- 1959: Le Crapaud-Buffle (mise en scène Jean Vilar)
- 1960: Le Quetzal, L'Enfant-Rat
- 1962: La Vie imaginaire de l'éboueur Auguste G.
- 1962: La Seconde existence du camp de Tatenberg, Le Voyage du Grand Tchou
- 1963: Chroniques d'une planète provisoire, Notre tranchée de chaque jour
- 1966: Chant public devant deux chaises électriques, Un homme seul
- 1967: V comme Vietnam, La Cigogne, La Naissance
- 1968: Les Treize Soleils de la rue Saint Blaise, La Journée d'une infirmière, La Machine excavatrice (...), Les Hauts plateaux (...), Ne pas perdre de temps sur un titre (...), La Passion du Général Franco devenu L'Interdiction, ou Petite Histoire de l'interdiction d'une pièce qui devait être représentée en violet, jaune et rouge, dans un théâtre national
- 1969 : Interdit aux plus de trente ans devenu Le Canard sauvage
- 1970 : Rosa Collective
- 1971 : L'Arche d'Adelin,
- 1972 : La Colonne Durruti
- 1974 : La Tribu des Carcana en guerre contre quoi?
- 1975 : Quatre Schizophrénies à la recherche d'un pays dont l'existence est contestée, La Moitié du ciel et nous
- 1976 : La Passion du Général Franco par les émigrés eux-mêmes
- 1977 : Le Joint, Le Cheval qui se suicide par le feu
- 1982 : Le labyrinthe
- 1983 : Retour à la douleur de tous, Crucifixion métisse
- 1984 : Nous ne sommes pas des personnages historiques
- 1985 : Le dernier maquis
- 1986 : Opéra avec titre long
- 1987 : Les Sept Possibilités du train 713 en partance d'Auschwitz
- 1988 : Le Chant d'amour des alphabets d'Auschwitz
- 1989 : Les Combats du jour et de la nuit à la prison de Fleury-Mérogis
- 1990 : Le Passage des oiseaux dans le ciel
- 1991 : Nos empereurs aux ombrelles trouées
- 1992 : Le cinécadre de l'esplanade Loretto (...)
- 1993 : Marseille, adam quoi?
- 1995 : Kepler, le langage nécessaire devenu Nous avons l'art pour ne pas mourir de la vérité (Frédéric Nietzsche)
- 1997 : L'Inconnu n°5 du pentagone des fusillés d'Arras (...)
- 1998 : Premier voyage en langue maya", "Second voyage en langue maya avec surréalistes à bord
- 1999 : Les Incertitudes de Werner Heisenberg (...)
- 2003 : Le Couteau-toast d'Evariste Galois (...)
- 2006 : Les Oscillations de Pythagore en quête du masque de Dionysos
- 2010 : Science et Résistance battant des ailes pour donner aux femmes en noir de Tarnac un destin d'oiseau des altitudes

Le sue opere sono pubblicate nelle edizioni "Verdier", "Le Seuil", "L'Arche" e "La Parole errante".

### Altri scritti
- Mort ouvrier, 1962
- Les personnages de théâtre meurent dans la rue, 1970
- Prose pour Diato, 1979, poema scritto in omaggio al suo amico Albert Diato
- Le Monde concave, 1983
- La Parole errante, 1999, romanzo "fiume" e libro autobiografico
- L'Anarchie comme battement d'ailes, 2001, quattro volumi sulla sua epopea familiare
- Les Cinq noms de Georges Guingouin, 2005, omaggio al suo capo di maquis

### Opere cinematografiche
- 1961 : L'Enclos
- 1963 : El otro Cristóbal
- 1970 : Der Übergang über den Ebro (film TV)
- 1983 : Nous étions tous des noms d'arbres

## Premi e onorificenze
- Prix Albert-Londres (1954)
- Prix Fénéon per « Le Poisson noir » (1959)
- Premio della critica al Festival di Cannes per « L'Enclos » (1961)
- Premio per la scenofrafia al Festival di Mosca per « L'Enclos » (1961)
- Prix Jean Delmas della rivista Jeune cinéma per « Nous étions tous des noms d'arbres » (Cannes 1982)
- Premio per il miglior film straniero dell'anno al Festival di Londra per « Nous étions tous des noms d'arbres » (1982)
- Grand prix nazionale del teatro (Ministero della cultura dicembre 1988)
- Medaglia d'argento Picasso attribuita dall'UNESCO per il suo eccezionale contributo nello sviluppo del teatro nei nostri tempi (mai 1994)
- Chevalier de la Légion d’honneur (1999)
- Commandeur des Arts et Lettres (2004)
- Premio del teatro della "Société des Auteurs" (2005)
- Grande medaglia d'argento della città di Parigi (2007)